# مات بوش (لاعب كرة قاعدة)
مات بوش (بالإنجليزية: Matt Bush)‏ هو لاعب كرة قاعدة أمريكي، ولد في 8 فبراير 1986 في سان دييغو في الولايات المتحدة.

## وصلات خارجية
- مات بوش على موقع دوري كرة القاعدة الرئيسي (الإنجليزية)
- مات بوش على موقعبيزبول رفرنس.كوم (الدوري الرئيسي) (الإنجليزية)
- مات بوش على موقعبيزبول رفرنس.كوم (الدوري الثانوي) (الإنجليزية)
- مات بوش على موقع إي إس بي إن.كوم (أم.أل.بي) (الإنجليزية)
- مات بوش على موقع مشجعي الرسوم البيانية (الإنجليزية)